# Lijst van voetbalinterlands Duitse Democratische Republiek - Nederland
Deze lijst van voetbalinterlands is een overzicht van alle officiële voetbalwedstrijden tussen de nationale teams van de Duitse Democratische Republiek en Nederland. De landen hebben negen keer tegen elkaar gespeeld. De eerste wedstrijd, een kwalificatiewedstrijd voor het Wereldkampioenschap voetbal 1962, was op 14 mei 1961 in Leipzig. Het laatste duel tussen beide landen was een vriendschappelijke wedstrijd op 12 maart 1986 in Leipzig.

## Wedstrijden
| № | Int. № | Plaats        | Datum             | Competitie           | Wedstrijd                                  | Uitslag |
| - | ------ | ------------- | ----------------- | -------------------- | ------------------------------------------ | ------- |
| 1 | 255    | Leipzig       | 14 mei 1961       | WK 1962 kwalificatie | Duitse Democratische Republiek – Nederland | 1 – 1   |
| 2 | 291    | Leipzig       | 5 april 1967      | EK 1968 kwalificatie | Duitse Democratische Republiek – Nederland | 4 – 3   |
| 3 | 294    | Amsterdam     | 13 september 1967 | EK 1968 kwalificatie | Nederland – Duitse Democratische Republiek | 1 – 0   |
| 4 | 313    | Dresden       | 11 november 1970  | EK 1972 kwalificatie | Duitse Democratische Republiek – Nederland | 1 – 0   |
| 5 | 317    | Rotterdam     | 10 oktober 1971   | EK 1972 kwalificatie | Nederland – Duitse Democratische Republiek | 3 – 2   |
| 6 | 339    | Gelsenkirchen | 30 juni 1974      | WK 1974              | Nederland – Duitse Democratische Republiek | 2 – 0   |
| 7 | 377    | Rotterdam     | 15 november 1978  | EK 1980 kwalificatie | Nederland – Duitse Democratische Republiek | 3 – 0   |
| 8 | 386    | Leipzig       | 21 november 1979  | EK 1980 kwalificatie | Duitse Democratische Republiek – Nederland | 2 – 3   |
| 9 | 428    | Leipzig       | 12 maart 1986     | Vriendschappelijk    | Duitse Democratische Republiek – Nederland | 0 – 1   |

## Samenvatting
| Competitie        | Totaal gespeeld | Winst DDR | Gelijk | Winst Nederland | Doelsaldo DDR – Nederland |
| ----------------- | --------------- | --------- | ------ | --------------- | ------------------------- |
| WK-eindronde      | 1               | 0         | 0      | 1               | 0 − 2                     |
| WK-kwalificatie   | 1               | 0         | 1      | 0               | 1 − 1                     |
| EK-kwalificatie   | 6               | 2         | 0      | 4               | 9 − 13                    |
| Vriendschappelijk | 1               | 0         | 0      | 1               | 0 − 1                     |
| Totaal            | 9               | 2         | 1      | 6               | 10 − 17                   |

Wedstrijden bepaald door strafschoppen worden, in lijn met de FIFA, als een gelijkspel gerekend.

## Details

### Eerste ontmoeting
| WK 1962 kwalificatie (Leipzig, Duitse Democratische Republiek, 14 mei 1961):                                                                                               |              | |
| Duitse Democratische Republiek | 1 – 1        | Nederland |
| Dieter Erler 78' | goals        | 63' Henk Groot |
| Károly Sós | bondscoach   | Elek Schwartz |
| Karl-Heinz Spickenagel Martin Skaba Werner Heine Hans-Dieter Krampe Manfred Kaiser Waldemar Mühlbächer Roland Ducke Günter Schröter Peter Ducke Dieter Erler Günther Wirth | opstellingen | Eddy Pieters Graafland Roel Wiersma Cor Veldhoen Fons van Wissen Ton Pronk Bennie Muller Piet van der Kuil Faas Wilkes Carol Schuurman Henk Groot Pummie Bergholtz |
| Henry Lesser 61' | wissels      | |
| - Debuut van Ton Pronk (Ajax) en Cor Veldhoen (Feijenoord) voor Nederland.                                                                                                 |              | |

### Zesde ontmoeting
| WK 1974 (Gelsenkirchen, West-Duitsland, 30 juni 1974):                                                                                              |              | |
| Nederland | 2 – 0        | Duitse Democratische Republiek |
| Johan Neeskens 8' Rob Rensenbrink 60' | goals        | |
| Rinus Michels | bondscoach   | Georg Buschner |
| Jan Jongbloed Wim Suurbier Arie Haan Wim Rijsbergen Ruud Krol Wim Jansen Johan Neeskens Willem van Hanegem Johnny Rep Johan Cruijff Rob Rensenbrink | opstellingen | Jürgen Croy Gerd Kische Konrad Weise Bernd Bransch Lothar Kurbjuweit 65' Reinhard Lauck Rüdiger Schnuphase Jürgen Pommerenke Jürgen Sparwasser 55' Wolfram Löwe Martin Hoffmann |
| | wissels      | 55' Peter Ducke 65' Hans-Jürgen Kreische |

### Zevende ontmoeting
| EK 1980 kwalificatie (Rotterdam, Nederland, 15 november 1978): |              | |
| Nederland | 3 – 0        | Duitse Democratische Republiek |
| Gerd Kische 17' (e.d.) Ruud Geels 72' Ruud Geels 89' | goals        | |
| Jan Zwartkruis | bondscoach   | Georg Buschner |
| Piet Schrijvers Adrie van Kraaij Ruud Krol Ernie Brandts Hugo Hovenkamp Piet Wildschut Johan Neeskens 46' Jan Peters René van de Kerkhof 68' Ruud Geels Rob Rensenbrink | opstellingen | Jürgen Croy Hans-Jürgen Dörner Gerd Kische Rüdiger Schnuphase Reinhard Häfner Gerd Weber Lutz Lindemann 70' Lutz Eigendorf 47' Hartmut Schade Hans-Jürgen Riediger Martin Hoffmann |
| John Metgod 46' Adri Koster 68' | wissels      | 47' Werner Peter 70' Wolf-Rüdiger Netz |

### Achtste ontmoeting
| EK 1980 kwalificatie (Leipzig, Duitse Democratische Republiek, 21 november 1979):                                                                                                |              | |
| Duitse Democratische Republiek | 2 – 3        | Nederland |
| Rüdiger Schnuphase 14' Joachim Streich 33' | goals        | 43' Frans Thijssen 50' Kees Kist 70' René van de Kerkhof |
| Georg Buschner | bondscoach   | Jan Zwartkruis |
| Hans-Ulrich Grapenthin Hans-Jürgen Dörner Gert Brauer Konrad Weise Gerd Kische Reinhard Häfner Gerd Weber 73' Rüdiger Schnuphase 60' Peter Kotte Joachim Streich Martin Hoffmann | opstellingen | Piet Schrijvers Ben Wijnstekers Ruud Krol Michel van de Korput 46' Hugo Hovenkamp 67' Huub Stevens Dick Schoenaker Frans Thijssen Tscheu La Ling René van de Kerkhof Simon Tahamata |
| Hartmut Schade 60' Jürgen Pommerenke 73' | wissels      | 46' Kees Kist 67' Ernie Brandts |
| | gele kaarten | 6' Hugo Hovenkamp 67' Kees Kist |
| Konrad Weise 34', 40' | rode kaarten | 40' Tscheu La Ling |

### Negende ontmoeting
| Vriendschappelijk (Leipzig, Duitse Democratische Republiek, 12 maart 1986):                                                                            |              | |
| Duitse Democratische Republiek | 0 – 1        | Nederland |
| | goals        | 13' Marco van Basten |
| Bernd Stange | bondscoach   | Rinus Michels |
| René Müller Ronald Kreer Frank Rohde Carsten Sänger Uwe Zötzsche Hans-Uwe Pilz Matthias Liebers Rainer Ernst 61' Jörg Stübner Ulf Kirsten Andreas Thom | opstellingen | Joop Hiele Sonny Silooy Ronald Koeman Adri van Tiggelen Peter Boeve Gerald Vanenburg Jan Wouters Michel Valke Rob de Wit Marco van Basten Ruud Gullit |
| Henry Lesser 61' | wissels      | |
| | gele kaarten | ??' Sonny Silooy |

DFV · Kwalificatiewedstrijden · A-internationals · Bondscoaches · Statistieken · DDR vrouwenelftal · DDR U21 · DDR U20 ·  DDR U18 · DDR U16
1952 – 1959 · 
1960 – 1969 · 
1970 – 1979 · 
1980 – 1990
WK 1974
OS 1964 · 
OS 1972 · 
OS 1976 · 
OS 1980
1952 · 
1953 · 
1954 · 
1955 · 
1956 · 
1957 · 
1958 · 
1959 ·
1960 · 
1961 · 
1962 · 
1963 · 
1964 · 
1965 · 
1966 · 
1967 · 
1968 · 
1969 ·
1970 · 
1971 · 
1972 · 
1973 · 
1974 · 
1975 · 
1976 · 
1977 · 
1978 · 
1979 ·
1980 · 
1981 · 
1982 · 
1983 · 
1984 · 
1985 · 
1986 · 
1987 · 
1988 · 
1989 · 
1990
Albanië ·
Algerije ·
Argentinië ·
Australië ·
België ·
Bolivia ·
Brazilië ·
Bulgarije ·
Canada ·
Chili ·
Colombia ·
Cuba ·
Denemarken ·
Duitsland ·
Ecuador ·
Egypte ·
Engeland ·
Finland ·
Frankrijk ·
Ghana ·
Griekenland ·
Guinee ·
Hongarije ·
IJsland ·
Indonesië ·
Irak ·
Italië ·
Joegoslavië ·
Koeweit ·
Luxemburg ·
Mali ·
Malta ·
Marokko ·
Mexico ·
Myanmar ·
Nederland ·
Noorwegen ·
Oostenrijk ·
Polen ·
Portugal ·
Roemenië ·
Schotland ·
Sovjet-Unie ·
Spanje ·
Sri Lanka ·
Tsjecho-Slowakije ·
Tunesië ·
Turkije ·
Uruguay ·
Verenigde Staten ·
Wales ·
Zweden ·
Zwitserland
KNVB ·
A-internationals ·
Bondscoaches (m) ·
Topscorers ·
Nederlands vrouwenelftal ·
Bondscoaches (v) ·
Nederland B ·
Olympisch elftal ·
Jong Oranje ·
Nederland –20 ·
Nederland –19 ·
Nederland –18 ·
Nederland –17 ·
Nederland –16 ·
Nederland –15 ·
Nederlands amateurelftal ·
Nederlands zaterdagelftal ·
Jong OranjeLeeuwinnen ·
Vrouwen –20 ·
Vrouwen –19 ·
Vrouwen –18 ·
Vrouwen –17 ·
Vrouwen –16 ·
Vrouwen –15 ·
Militair mannenelftal ·
Militair vrouwenelftal ·
Strandteam ·
Vrouwen Strandteam ·
Futsalteam ·
Vrouwen Futsalteam

EK-wedstrijden ·
WK-wedstrijden ·
Resultaten kwalificaties en eindronden ·
Nederland B-wedstrijden ·
Officieuze wedstrijden ·
EK-wedstrijden vrouwen ·
WK-wedstrijden vrouwen ·
Resultaten vrouwen kwalificaties en eindronden
1905 – 1919 ·
1920 – 1929 ·
1930 – 1939 ·
1940 – 1949 ·
1950 – 1959 ·
1960 – 1969 ·
1970 – 1979 ·
1980 – 1989 ·
1990 – 1999 ·
2000 – 2009 ·
2010 – 2019 ·
2020 – 2029
2015 ·
2016 ·
2017 ·
2018 ·
2019 ·
2020 ·
2021 · 
2022
EK's: 1976 · 
1980 · 
1988 · 
1992 · 
1996 · 
2000 · 
2004 · 
2008 · 
2012 · 
2020 · 
2024
WK's: 1934 · 
1938 · 
1974 · 
1978 · 
1990 · 
1994 · 
1998 · 
2006 · 
2010 · 
2014 · 
2022
OS: 1908 ·
1912 ·
1920 ·
1924 ·
1928 ·
1948 ·
1952 ·
2008
Albanië ·
Andorra ·
Argentinië ·
Armenië ·
Australië ·
België ·
Bosnië en Herzegovina ·
Brazilië ·
Bulgarije ·
Canada ·
Chili ·
China ·
Colombia ·
Costa Rica ·
Curaçao ·
Cyprus ·
DDR ·
Denemarken ·
Duitsland ·
Ecuador ·
Egypte ·
Engeland ·
Estland ·
Faeröer ·
Finland ·
Frankrijk ·
GOS · 
Georgië ·
Ghana ·
Gibraltar ·
Griekenland ·
Hongarije ·
Ierland ·
IJsland ·
Indonesië ·
Iran ·
Israël ·
Italië ·
Ivoorkust ·
Japan ·
Joegoslavië ·
Kameroen ·
Kazachstan ·
Kroatië ·
Letland ·
Liechtenstein ·
Luxemburg ·
Malta ·
Marokko ·
Mexico ·
Moldavië ·
Montenegro ·
Nederlandse Antillen ·
Nigeria ·
Noord-Ierland ·
Noord-Macedonië ·
Noorwegen ·
Oekraïne ·
Oostenrijk ·
Paraguay ·
Peru ·
Polen ·
Portugal ·
Qatar ·
Roemenië ·
Rusland ·
Saarland ·
San Marino ·
Saoedi-Arabië ·
Schotland ·
Senegal ·
Servië en Montenegro ·
Slovenië ·
Slowakije ·
Sovjet-Unie ·
Spanje ·
Suriname ·
Thailand ·
Tsjechië ·
Tsjecho-Slowakije ·
Tunesië ·
Turkije ·
Uruguay ·
Verenigd Koninkrijk ·
Verenigde Staten ·
Wales ·
Wit-Rusland ·
Zuid-Afrika ·
Zuid-Korea ·
Zweden ·
Zwitserland
Argentinië (1978) ·
Argentinië (2006) ·
Argentinië (2014) ·
Argentinië (2022) ·
Australië (2014) ·
Brazilië (2014) ·
Chili (2014) · 
Costa Rica (2014) ·
Denemarken (2010) ·
Denemarken (2012) ·
Duitsland (2012) · 
Ecuador (2022) · 
Frankrijk (2008) ·
Italië (2008) ·
Ivoorkust (2006) ·
Japan (2010) ·
Kameroen (2010) ·
Mexico (2014) · 
Noord-Macedonië (2021) · 
Oekraïne (2021) · 
Oostenrijk (2021) · 
Portugal (2006) ·
Portugal (2012) ·
Portugal (2019) ·
Qatar (2022) ·
Roemenië (2008) ·
Rusland (2008) ·
San Marino (2011) ·
Senegal (2022) ·
Servië en Montenegro (2006) ·
Sovjet-Unie (1988) ·
Spanje (2010) ·
Spanje (2014) ·
Tsjechië (2021) · 
Uruguay (2010) ·
Verenigde Staten (2022) · 
West-Duitsland (1974)